# 398-as busz
A 398-as jelzésű elővárosi autóbusz Budapest, Stadion autóbusz-pályaudvar és Őrbottyán, Rákóczi Ferenc utca autóbusz-forduló között közlekedik. Betétjárata 396-os jelzéssel a Budapest–Veresegyház szakaszon párhuzamosan jár. A járatot a MÁV Személyszállítási Zrt. üzemelteti.

## Története
2015. augusztus 1-jétől a 396-os busz egyes menetei 398-as jelzéssel Őrbottyánig közlekednek.

## Megállóhelyei
Az átszállási kapcsolatok között a Veresegyházig közlekedő 396-os jelzésű betétjárat nincs feltüntetve.
| 0                                          | Budapest, Stadion autóbusz-pályaudvar végállomás           | 57 | 1, 1A 73, 75, 77, 80 95, 130, 195 397, 399, 400, 402, 410, 412, 414, 422, 424, 430, 432, 434, 435, 436, 437, 438, 439, 440, 441, 442, 485, 486 1020, 1021, 1024, 1031, 1034, 1037, 1039, 1040, 1044, 1045, 1046, 1049, 1050, 1052, 1053, 1054, 1060, 1063, 1066, 1067, 1068, 1069, 1070, 1075, 1076, 1077, 1078 |
| 8                                          | Budapest, Kacsóh Pongrác út                                | 49 | 1, 1A, 3, 69 72, 74, 74A, 82 25, 32, 225 397, 399, 402, 412, 414, 422, 424, 432, 434, 435, 436, 437, 438, 439, 442 1020, 1021, 1024, 1031, 1034, 1037, 1039, 1040, 1044, 1045, 1046, 1049, 1050, 1052, 1053, 1054, 1063, 1066, 1067, 1068, 1069, 1076                                                           |
| 15                                         | Budapest, Szerencs utca                                    | 42 | 96, 124, 225, 296, 296A 397, 399, 402, 412, 414, 422, 424, 432, 434, 435, 436, 437, 438, 439, 442 1020, 1021, 1024, 1031, 1034, 1037, 1039, 1040, 1044, 1045, 1046, 1049, 1050, 1052, 1053, 1054, 1063, 1066, 1067, 1068, 1069, 1076                                                                            |
| Budapest–Gödöllő közigazgatási határa      |                                                            |    | |
| 31                                         | Gödöllő, Úrréti-tó                                         | 26 | 450, 451, 452, 453, 454, 455, 464 |
| Gödöllő–Szada közigazgatási határa         |                                                            |    | |
| 32                                         | Szada, Tél utca                                            | 25 | 450, 451, 452, 453, 454, 455 |
| 34                                         | Szada, Dózsa György út 6.                                  | 23 | 450, 451, 452, 453, 454, 455 |
| 36                                         | Szada, Dózsa György út 51.                                 | 21 | 450, 451, 452, 453, 454, 455 |
| 38                                         | Szada, Dózsa György út 111.                                | 19 | 450, 451, 452, 453, 454, 455 |
| 39                                         | Szada, TÜZÉP telep                                         | 18 | 397, 399, 450, 451, 452, 453, 454, 455 |
| Szada–Veresegyház közigazgatási határa     |                                                            |    | |
| 40                                         | Veresegyház, Közúti Igazgatóság                            | 17 | 397, 399, 450, 451, 452, 453, 454, 455 |
| 42                                         | Veresegyház, vasútállomás bejárati út                      | 15 | 389, 391, 392, 395, 397, 399, 450, 451, 452, 453, 454, 455 |
| 43                                         | Veresegyház, benzinkút                                     | 14 | 391, 392, 394, 395, 397, 399, 450, 451, 452, 453, 454, 455 |
| 44                                         | Veresegyház, általános iskola                              | 13 | 318, 319, 391, 393, 394, 395, 397, 399, 450, 451, 452, 453, 454, 455 |
| 45                                         | Veresegyház, templom                                       | 12 | 391, 392, 393, 394, 395, 397, 399, 450, 452, 454, 455 |
| 46                                         | Veresegyház, Fő út 130.                                    | 11 | 397, 399, 450, 454, 455 |
| 47                                         | Veresegyház, autóbusz-forduló                              | 10 | 397, 399, 450, 454, 455 |
| Veresegyház–Őrbottyán közigazgatási határa |                                                            |    | |
| 49                                         | Őrbottyán, Fő út                                           | 8  | 399, 454, 455 |
| 51                                         | Őrbottyán, Rendőrőrs                                       | 6  | 315, 316, 342, 394, 399, 452, 454 |
| 52                                         | Őrbottyán, posta                                           | 5  | 315, 316, 342, 394, 399, 452, 454 |
| 53                                         | Őrbottyán, vasútállomás bejárati út                        | 4  | 315, 316, 342, 394, 399, 452, 454 |
| 55                                         | Őrbottyán, Hajós Alfréd utca                               | 2  | 315, 316, 342, 394, 399, 452, 454 |
| 56                                         | Őrbottyán, Béke utca                                       | 1  | 315, 316, 342, 394, 399, 452, 454 |
| 57                                         | Őrbottyán, Rákóczi Ferenc utca autóbusz-forduló végállomás | 0  | 315, 316, 342, 394, 399, 452, 454 |